# Kotuku Ngawati
Kotuku Ngawati, née le 16 juin 1994 à Melbourne en Australie, est une nageuse australienne spécialisée dans la nage libre.
Aux championnats du monde de natation en petit bassin de Dubaï, elle a été médaillée d'argent avec l'équipe australienne dans le 4 × 200 m nage libre.

## Biographie
Elle est originaire de Nouvelle-Zélande et maorie.

## Palmarès

### Championnats du monde

#### Grand bassin
- Championnats du monde 2017 à Budapest :
  -  Médaille de bronze du relais 4 × 200 m nage libre

#### Petit bassin
Lors des championnats du monde en petit bassin qui se sont tenus à Dubaï en 2010, Kotuku Ngawati participe aux 100 m 4 nages, 200 m 4 nages et au relais 4 × 100 m nage libre.
Dans le 100 m 4 nages, elle se classe 10e des séries avec un temps de 1 min 0 s 61 puis 2e de demi-finales avec 59 s 18, son meilleur temps à ce jour dans cette discipline, et enfin décroche la médaille d'argent en finale dans un temps de 59 s 27.
Dans le 200 m 4 nages, elle se classe 8e en finale dans un temps de 2 min 9 s 32.
Dans le relais 4 × 100 m nage libre, elle nage son 100 m en 52 s 54, ce qui ne permettra pas à l'équipe australienne de monter sur le podium.
| Médaille | Compétition | Épreuve       | Temps   | Temps inter.    | Lieu           | Date             |
| Argent   | 2010        | 100 m 4 nages | 59 s 27 | 27 s 60 31 s 67 | Dubaï (E.A.U.) | 19 décembre 2010 |

## Meilleurs temps personnels
Les meilleurs temps personnels établis par Kotuku Ngawati dans les différentes disciplines sont détaillés ci-après.
| Épreuve                  | Bassin | Temps         | Compétition                     | Lieu     | Date             |
| 50 m nage libre          | 50 m   | 26 s 02       | Championnats d'Australie        | Sydney   | 7 avril 2010     |
| 100 m nage libre         | 50 m   | 56 s 27       | Championnats d'Australie        | Sydney   | 6 avril 2010     |
| 200 m nage libre         | 50 m   | 2 min 7 s 90  | Queensland Championships        | Brisbane | 18 décembre 2007 |
| 400 m nage libre         | 50 m   | 4 min 37 s 12 | Australian Agegroup ...         | Sydney   | 16 avril 2009    |
| 50 m dos                 | 50 m   | 32 s 55       | Australian Junior Championships | Brisbane | 13 avril 2008    |
| 100 m dos                | 50 m   | 1 min 3 s 90  | Championnats d'Australie        | Sydney   | 8 avril 2010     |
| 200 m dos                | 50 m   | 2 min 14 s 33 | Championnats d'Australie        | Sydney   | 5 avril 2010     |
| 50 m brasse              | 50 m   | 39 s 62       | TAS Swimming Family Meet        | Cairns   | 19 novembre 2006 |
| 100 m brasse             | 50 m   | 1 min 12 s 22 | Championnats d'Australie        | Sydney   | 7 avril 2010     |
| 200 m brasse             | 50 m   | 2 min 52 s 24 | Queensland Championships        | Brisbane | 20 décembre 2007 |
| 50 m papillon            | 50 m   | 32 s 25       | TAS Swimming Family Meet        | Cairns   | 19 novembre 2006 |
| 100 m papillon           | 50 m   | 1 min 11 s 85 | Queensland Championships        | Brisbane | 19 décembre 2006 |
| 200 m 4 nages            | 50 m   | 2 min 17 s 39 | Championnats d'Australie        | Sydney   | 10 avril 2010    |
| 400 m 4 nages            | 50 m   | 4 min 55 s 34 | Championnats d'Australie        | Sydney   | 8 avril 2010     |
| 50 m nage libre (relais) | 50 m   | 26 s 91       | Australian Agegroup ...         | Sydney   | 14 avril 2009    |
| 50 m brasse (relais)     | 50 m   | 35 s 45       | Australian Agegroup ...         | Sydney   | 15 avril 2009    |

| Épreuve                   | Bassin | Temps         | Compétition                                   | Lieu                              | Date             |
| 50 m nage libre           | 25 m   | 25 s 60       | Trans Tasman Tri-Series ...                   | Mt. Maun., Taupo, Masterton (NZL) | 8 juillet 2010   |
| 100 m nage libre          | 25 m   | 53 s 55       | FINA/ARENA Swimming World Cup                 | Singapour (SIN)                   | 17 octobre 2010  |
| 200 m nage libre          | 25 m   | 2 min 3 s 99  | Trans Tasman                                  | Canberra                          | 10 juillet 2008  |
| 50 m dos                  | 25 m   | 28 s 19       | Trans Tasman Tri-Series ...                   | Mt. Maun., Taupo, Masterton (NZL) | 10 juillet 2010  |
| 100 m dos                 | 25 m   | 59 s 19       | Australian Short Course ...                   | Brisbane                          | 14 juillet 2010  |
| 200 m dos                 | 25 m   | 2 min 11 s 19 | Trans Tasman Tri-Series ...                   | Mt. Maun., Taupo, Masterton (NZL) | 7 juillet 2010   |
| 50 m brasse               | 25 m   | 34 s 12       | Championnats du Queensland                    | Brisbane                          | 30 août 2009     |
| 100 m brasse              | 25 m   | 1 min 20 s 43 | Queensland Short Course ...                   | Brisbane                          | 9 septembre 2007 |
| 50 m papillon             | 25 m   | 29 s 19       | Championnats du Queensland                    | Brisbane                          | 30 août 2009     |
| 100 m papillon            | 25 m   | 1 min 1 s 49  | Trans Tasman Tri-Series ...                   | Mt. Maun., Taupo, Masterton (NZL) | 10 juillet 2010  |
| 100 m 4 nages             | 25 m   | 59 s 18       | Ch. du monde de natation en petit bassin 2010 | Dubaï (E.A.U.)                    | 16 décembre 2010 |
| 200 m 4 nages             | 25 m   | 2 min 7 s 76  | Championnats d'Australie en petit bassin      | Brisbane                          | 17 juillet 2010  |
| 400 m 4 nages             | 25 m   | 4 min 41 s 05 | Championnats d'Australie en petit bassin      | Brisbane                          | 14 juillet 2010  |
| 50 m nage libre (relais)  | 25 m   | 26 s 35       | Trans Tasman                                  | Canberra                          | 10 juillet 2008  |
| 100 m nage libre (relais) | 25 m   | 52 s 54       | Ch. du monde de natation en petit bassin 2010 | Dubaï (E.A.U.)                    | 18 décembre 2010 |